# Georg Haan
Georg Haan (* unbekannt; † 14. Juli 1628 in Bamberg) war Kanzler im Hochstift Bamberg und wurde dort zusammen mit einigen seiner Familienmitglieder Opfer der Hexenprozesse.

## Leben und Hexenprozess
Der gebürtige Bamberger Georg Haan war seinerzeit die höchste weltliche Persönlichkeit in der Stadt Bamberg. Er war mit Katharina Haan verheiratet und hatte mit ihr mehrere Kinder. Georg Haan reiste im Dezember 1627 zum Reichskammergericht in Speyer, um für seine Frau einen Schutzbrief wegen ihrer bevorstehenden Denunziation durch den Hexenkommissar Harsee zu erlangen. Kurz nach seinem Aufbruch wurde Katharina am 29. Dezember 1627 verhaftet. Nach mehrfacher Folter wurde sie am 19. Januar 1628 für schuldig befunden und wahrscheinlich am 24. Januar geköpft, ihr Leichnam dann verbrannt. Das gleiche Schicksal ereilte kurze Zeit später seine Tochter Katharina. Als Georg Haan am 10. Februar wieder in Bamberg eintraf, waren beide nicht mehr am Leben. Dennoch versah er bis Mai 1628 weiter seinen Dienst für den Bamberger Fürstbischof Johann Georg II. Fuchs von Dornheim.
Für Georg Haan wurde die Situation in Bamberg immer schwieriger. Ein Rettungsversuch durch den Kurfürsten von Bayern, welcher plante, ihn in seine Dienste zu nehmen und nach Amberg zu schicken, wurde von dem Fürstbischof vereitelt. Im Mai 1628 wurde Georg Haan selbst als Hexer verhaftet und gefoltert. Das Geständnis wurde letztendlich auf besonders perfide Weise erpresst: Ihm wurde vorgelesen, dass sein eigener Sohn, Georg Adam, ihn bei einer Befragung als Hexer beschuldigt habe. Völlig verzweifelt gestand Georg Haan. Er wurde am frühen Morgen des 14. Juli 1628 in der Alten Hofhaltung in Bamberg hingerichtet.
Georg Haan legte in seinem Testament fest, dass sein Vermögen an seine Kinder sowie an Personen, welchen er etwas schuldig war, gehen sollte. Die Kirche ging leer aus.
Ein Jahr später wurden seine jüngste Tochter Ursula Maria sowie sein Sohn Georg Adam verhaftet und ebenfalls verbrannt. Nur seine drei letzten Söhne Carl, Leonhard und Daniel überlebten den Hexenwahn und erhielten Hilfe vom Dominikanerinnenkloster Heilig Grab in Bamberg.
Der Hexenverfolgung in Bamberg fielen zwischen 1612 und 1631 unter der Regierung der Fürstbischöfe Johann Gottfried I. von Aschhausen und Johann Georg II. Fuchs von Dornheim ca. 1000 Menschen zum Opfer.